# Herbaspirillum seropedicae
Herbaspirillum seropedicae ist ein Bakterium der Klasse der Betaproteobacteria, welches eine Symbiose mit Mais (Zea mays), Reis (Oryza sativa), Sorghumhirse (Sorghum bicolor), Zuckerrohr (Saccharum officinarum), Bananen (Musa) und Ananas (Ananas comosus) eingehen kann, indem es den Stickstoff fixiert. H. seropedicae ist ein potentieller Stickstoff-Biodünger, da es auch Phytohormone produziert, welche möglicherweise das Wachstum der Pflanze stimulieren können. Studien haben gezeigt, dass Reis mit H. seropedicae beimpft die Ausbeute zu einem Äquivalent von 40 kg N/ha erhöhen kann.

## Merkmale
Wie alle Arten der Gattung Herbaspirillum ist Herbaspirillum seropedicae gramnegativ und vibrioid bis Spirillen-förmig. Der Durchmesser liegt bei 0,6 bis 0,7 µm, die Länge bei 1,5 bis 5 µm. Innerhalb der Gattung kann die Art identifiziert werden, da sie N-Acetyl-D-glucosamin, meso-Inositol, L-Rhamnose und Arabinose, nicht aber meso-Erythritol verstoffwechseln kann.